# Zanieczyszczenie przeciwprądowe

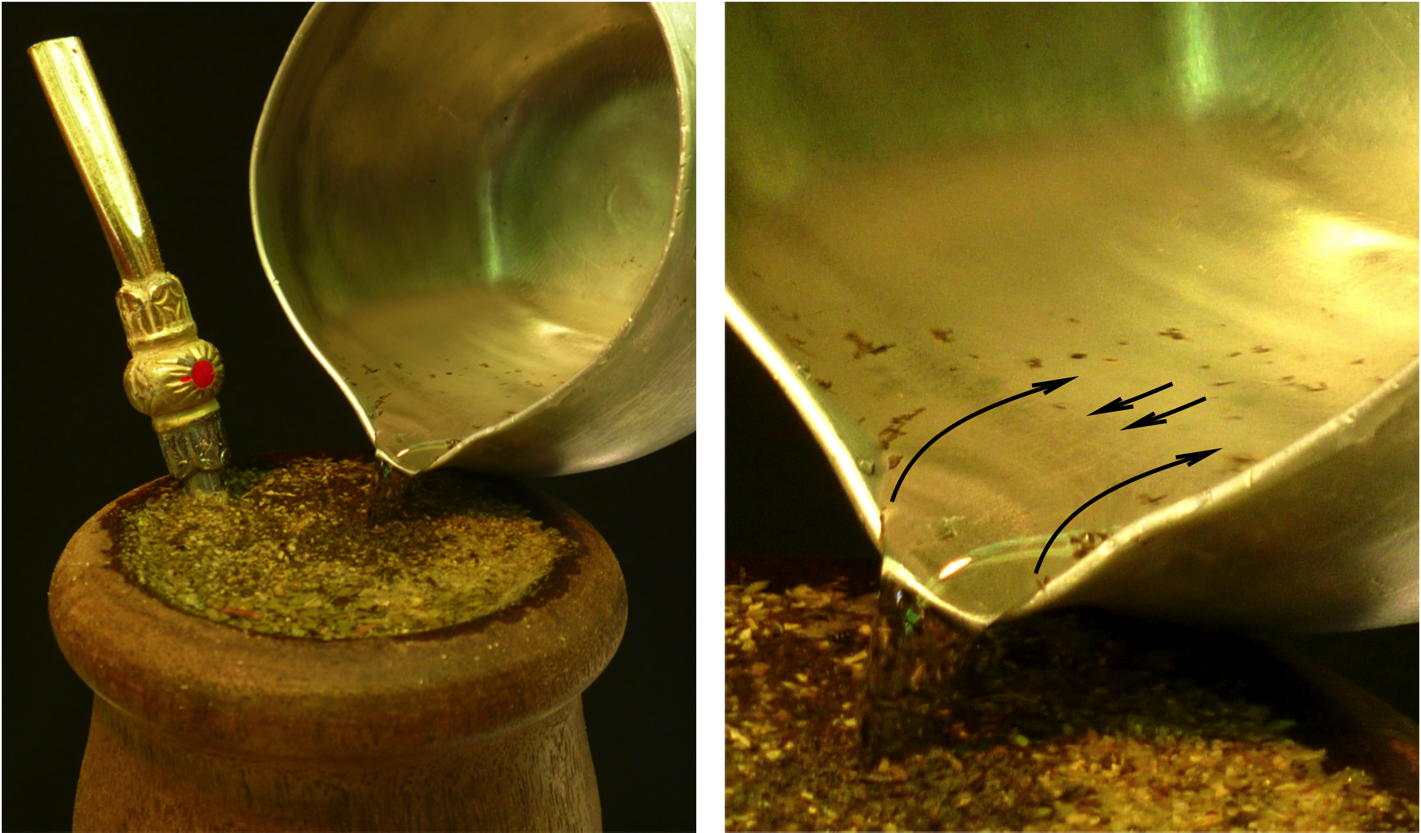
Cząsteczki yerba mate wspinają się pod prąd strumienia.

Zanieczyszczenie przeciwprądowe (ang. upstream contamination) – zjawisko w dynamice płynów, w którym podczas przelewania płynu z pojemnika wyższego do niższego, unoszące się w niższym pojemniku cząstki mogą przedostawać się pod prąd do wyższego pojemnika. Nadal brakuje kompletnego wyjaśnienia tego zjawiska: dowody eksperymentalne i obliczeniowe wskazują, że zanieczyszczenie jest powodowane głównie przez gradienty napięcia powierzchniowego, jednak na zjawisko wpływa również dynamika przepływów wirowych, które wymagają pełnego zbadania.

## Odkrycie

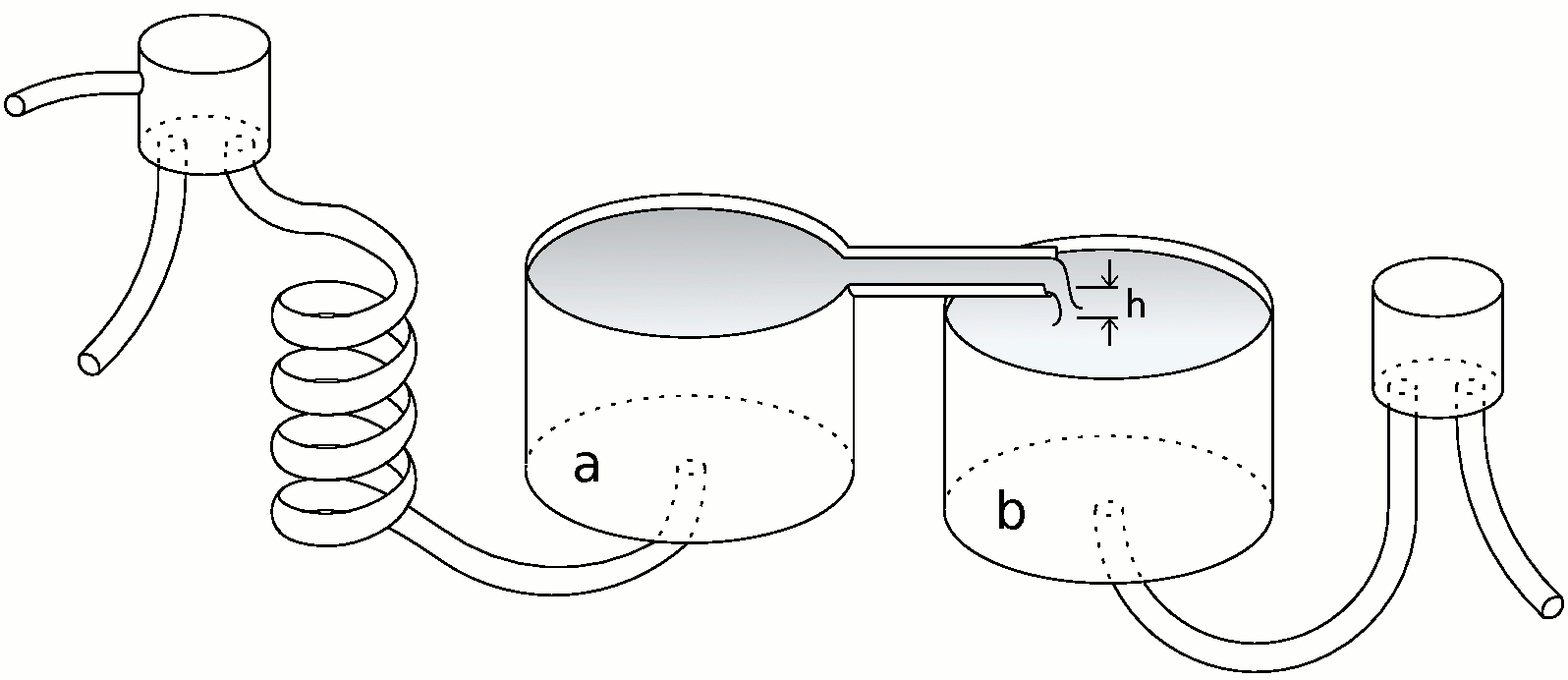
Układ eksperymentalny dla generowania stałego przepływu płynu wody z pojemnika wyższego do niższego.

Zjawisko to zaobserwował w 2008 roku Argentyńczyk Sebastian Bianchini podczas przygotowywania herbaty mate, podczas studiów fizyki na Uniwersytecie w Hawanie.
Szybko zainteresowało to profesora Alejandro Lage-Castellanosa, który przeprowadził wraz z Bianchinim serię kontrolowanych eksperymentów, których wyniki zostały opublikowane w pracy dyplomowa Bianchiniego oraz preprincie
Praca dyplomowa Bianchiniego wykazała, że zjawisko to można odtworzyć w kontrolowanych warunkach laboratoryjnych, używając liści mate lub proszku kredowego jako zanieczyszczeń, a gradienty temperatury nie były konieczne do jego wygenerowania. Badania wykazały również, że napięcie powierzchniowe było kluczem do wyjaśnienia efektu Marangoniego. Sugerowały to dwa fakty: (a) zarówno mate, jak i kreda obniżały napięcie powierzchniowe wody oraz (b) jeśli do górnego zbiornika dodano przemysłowy środek powierzchniowo czynny, ruch przeciwprądowy ustał.